# 지예스타데바
지예스타데바(Jyeṣṭhadeva (말라얄람어(Malayalam) : ജ്യേഷ്ഠദേവൻ , c. 1500 – c. 1575)는 상가 마문 학파의 천문학자,수학자 (C. 1425 – c. 1425)에 의해 설립되었다. 그는 닐라칸타 소마야지(Nilakantha Somayaji 1444 ~ 1544)가 쓴 탄트라삼그라하(Tantrasamgraha)의 말라얄람어(Malayalam) 주석인 유크티바사(Yuktibhāṣā)의 저자로 가장 잘 알려져 있다. 유크티바사(Yuktibhāṣā)에서 지예스타데바(Jyeṣṭhadeva)는 탄트라삼그라하(Tantrasamgraha)의 서술에 대한 완전한 증거와 근거를 제시했다. 이것은 당시의 전통적인 인도 수학자에게는 드문 일이었다. 유크티바사(Yuktibhāṣā)는 이제 미적분학의 필수 요소와 주제에 대한 최초의 논문 중 하나를 포함하는 것으로 다루어진다. 지예스타데바(Jyeṣṭhadeva)는 천문 관측에 관한 논문인 닥카라나(Drk-karana)를 저술했다.

## 같이 보기
- 그레고리 급수
- 샨카라 바리야르